# Dimetiletanolamina
El Dimetilaminoetanol, dimetiletanolamina, deanol, o DMAE (también conocido por sus fórmulas químicas como N, N-dimetil-2-aminoetanol, alcohol del beta-dimetilaminoetilo, beta-hidroxietildimetilamina), es un compuesto orgánico líquido y transparente de color amarillo pálido claro. En estado natural se encuentra en peces como las anchoas y las sardinas. En España se comercializa bajo el nombre de Denubil. En septiembre de 2012 dejó de ser subvencionado por la seguridad social, después de muchos años de ser recetado de forma off-label como medicamento con presunto efecto orexígeno y estimulante.[cita requerida]. Anteriormente se comercializó como Deaner en muchos países.

## Precursor bioquímico
El Dimetilaminoetanol se relaciona con la colina y puede ser un precursor bioquímico para el neurotransmisor acetilcolina, aunque no hay datos concluyentes. Otros estudios lo relacionan con mejoras en la atención y el aprendizaje, mejoras en la coordinación motriz  y la resistencia a la fatiga muscular. Está oficialmente indicado para astenia psíquica y psicogénica, trastornos de la memoria, atención y vigilancia, apatía y depresión consecutiva al uso de tranquilizantes y sedantes.
Se cree que el dimetilaminoetanol se metila para producir colina en el cerebro. Se sabe que el dimetilaminoetanol se transforma en el hígado en colina, sin embargo la molécula de colina está cargada y no puede traspasar la barrera hematoencefálica.

### Investigaciones
Algunos estudios muestran un incremento a corto plazo en la vigilancia y la alerta con efectos positivos en el ánimo tras la administración de DMAE, vitaminas y minerales en personas con trastornos emocionales propios del trastorno límite de la personalidad. Su uso para el trastorno por déficit de atención con hiperactividad ha sido prometedor pero inconcluyente.